# Robert Noyce
Robert Noyce (Burlington, 12 december 1927 – Austin (Texas), 3 juni 1990) was een Amerikaans natuurkundige en industrieel. Hij werd wel the Mayor of Silicon Valley (De burgemeester van Silicon Valley) genoemd. Noyce was medeoprichter van Fairchild Semiconductor in 1957 en van Intel in 1968.
Hij was een van de uitvinders van de geïntegreerde schakeling (op 23 januari 1959). Jack Kilby van Texas Instruments had een paar maanden eerder ook een geïntegreerde schakeling gemaakt, maar de versie van Noyce was een gemakkelijker te produceren variant. De daaropvolgende patentenstrijd zou tot eind 1969 duren en werd uiteindelijk door het Court of Customs and Patent Appeals in het voordeel van Noyce beslist.

## Biografie
Noyce haalde een Bachelor-diploma in de natuurkunde aan het Grinnell College (VS) in 1949 en een doctorstitel (PhD) in de natuurkunde aan het MIT.
Hij begon zijn carrière aan de "Shockley Semiconductor Laboratory" afdeling van het Beckman Instruments waar hij William Shockley ontmoette. Noyce ging weg met de "Traitorous Eight" om samen de Fairchild Semiconductor Corporation op te richten. Na 11 jaar bij Fairchild Semiconductor te hebben gewerkt, richtte hij in 1968 samen met Gordon Moore Integrated Electronics op, afgekort Intel. In 1979 ontving Noyce de IET Faraday Medal. Ook in 1979 ontving hij de IEEE Medal of Honor, de hoogste onderscheiding van het IEEE.
Intels hoofdkantoor in Santa Clara (Californië, VS), is na zijn dood ter nagedachtenis naar hem genoemd: de "Robert Noyce Building". Ook andere gebouwen binnen de VS dragen zijn naam, bijvoorbeeld het "Robert N. Noyce '49 Science Center", die de natuurkundeafdeling huisvest in het Grinnell College.
Noyce stierf in 1990 op 62-jarige leeftijd ten gevolge van een hartaanval.

## Naslagwerk
- Leslie Berlin, The man behind the microchip: Robert Noyce and the invention of Silicon Valley, Publisher: Oxford University Press, VS, 2005, ISBN 0195163435